# Berocynta simplex
Berocynta simplex là một loài bướm đêm trong họ Erebidae.